# Albert Ghiorso

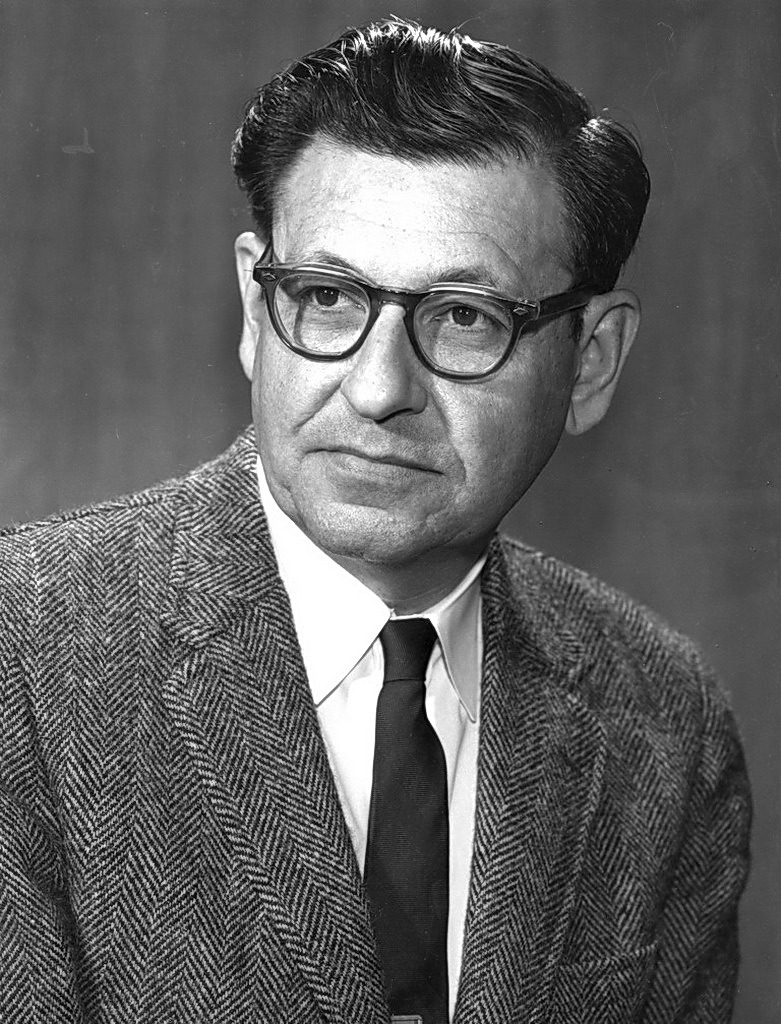
Albert Ghiorso (1970)

Albert Ghiorso (15. července 1915, Vallejo v Kalifornii – 26. prosince 2010, Berkeley v Kalifornii) byl americký jaderný vědec a spoluobjevitel rekordních 12 chemických prvků periodické tabulky. Jeho výzkumná kariéra trvala šest desetiletí, od počátku 40. let do konce 90. let 20. století.
Ghiorso pracoval od roku 1937 na konstrukci Geigerových počítačů, proto byl během druhé světové války jmenován do týmu projektu Manhattan (tajný americký výzkum atomové bomby) a později pracoval ve skupině Glenna Seaborga na studiu transuranových prvků, které mají atomové číslo větší než 92. Zde se podílel na objevu prvků s atomovými čísly 95 až 106 (americium, curium, berkelium, kalifornium, einsteinium, fermium, mendelevium, nobelium, lawrencium, rutherfordium, dubnium, seaborgium).
Během své kariery napsal více než 170 technických článků, z nichž většina byla publikována v The Physical Review. V roce 1972 byl Ghiorso zvolen do Americké akademie umění a věd. V roce 1973 mu byla udělena cena Americké chemické společnosti za jaderné aplikace v chemii a v roce 2004 obdržel cenu Radiochemické společnosti za celoživotní dílo. V roce 1986 se stal členem Americké fyzikální společnosti.

## Vzdělání
Ghiorso se narodil 15. července 1915 ve Vallejo v Kalifornii rodině, která měla italské a španělské předky. Vyrůstal v Alamedě v Kalifornii. Rodina bydlela poblíž mezinárodního letiště v Oaklandu, a proto se začal zajímat o letadla, letectví a další technologie. Po absolvování střední školy začal stavět rádiové obvody a získal si tím uznání, neboť byl schopen navázat rádiové spojení na větší vzdálenosti, než armádní radisté.
V roce 1937 získal bakalářský titul v oboru elektrotechniky na Kalifornské univerzitě v Berkeley. Po promoci pracoval pro prominentního radioamatéra Reginalda Tibbetse, který provozoval firmu dodávající detektory radiace americké vládě. Ghiorsova schopnost vyvíjet a vyrábět tyto přístroje ho přivedla do kontaktu s jadernými vědci z Radiation Laboratory na Kalifornské univerzitě v Berkeley. Začal spolupracovat zejména s americkým jaderným chemikem a pozdějším nositelem Nobelovy ceny Glennem Seaborgem.
Ghiorso byl vychován ve zbožné křesťanské rodině, ale později náboženství opustil a stal se ateistou. Stále se však ztotožňoval s křesťanskou etikou. Během práce v Radiation Laboratory se seznámil s asistentkou Wilmou Belt, která se stala jeho ženou. Kromě své práce se věnoval i mnoha koníčkům. Vyvinul například nejmodernější kameru pro pozorování ptáků a byl stálým podporovatelem ekologických kauz a organizací. Mezi jeho zájmy patřilo kreativní malování, které připomínalo fraktály.

## Kariera

### Projekt Manhattan
Na začátku 40. let přizval Ghiorsa ke spolupráci Glenn Seaborg, který začal pracovat na tajném vývoji atomové bomby v projektu Manhattan v Chicagu. Následující čtyři roky Ghiorso vyvíjel citlivé přístroje pro detekci radiace spojené s jaderným rozpadem, včetně spontánního štěpení. Jedním z Ghiorsových průlomových přístrojů byl 48kanálový analyzátor výšky pulzů, který mu umožnil identifikovat energii a zdroj záření.

### Objevy prvků
Během druhé světové války v rámci práce na projektu Manhattan objevil dva nové transuranové prvky prvky 95 (americium) a 96 (curium). Vzhledem k tajnosti tohoto projektu byly tyto objevy publikovány až po válce.
- Po válce se Seaborg a Ghiorso vrátili do Berkeley, kde spolu s kolegy použili urychlovač částic 60" cyklotron Crocker k výrobě prvků se zvyšujícím se atomovým číslem bombardováním vybraných prvků ionty helia (záření alfa).
- V letech 1949–1950 při svých experimentech vyrobili a identifikovali prvky 97 (berkelium) a 98 (kalifornium).
- V roce 1953 ve spolupráci s laboratoří Argonne Lab Ghiorso našli prvky 99 (einsteinium) a 100 (fermium).
- V roce 1955 použili cyklotron k výrobě pouhých 17 atomů prvku 101 (mendelevium), prvního nového prvku, který byl objeven atom po atomu. Napomohla k tomu technika zpětného rázu, kterou vynalezl Ghiorso. Byla klíčová pro získání identifikovatelného signálu z jednotlivých atomů nového prvku.
- V polovině 50. let 20. století začalo být jasné, že k dalším objevům nových prvků bude potřebný nový urychlovač. Na jeho vývoji se podílel i Ghiorso, za jehož vedení byl postaven Berkeley Heavy Ion Linear Accelerator (HILAC). Tento urychlovač pak umožnil objev prvků 102–106 (102-nobelium, 103-lawrencium, 104-rutherfordium, 105-dubnium a 106-seaborgium). Všechny byly vyrobeny a identifikovány pouze na základě několika atomů.
- Objev každého nového prvku byl umožněn vývojem inovativních technik v oblasti robotické manipulace s cíli, rychlé chemie, účinných detektorů záření a počítačového zpracování dat.
- V roce 1972 byl HILAC vylepšen na superHILAC, který poskytl iontové svazky s vyšší intenzitou, což bylo rozhodující pro produkci dostatečného množství nových atomů.
- V 70. a 80. letech 20. století se zdroje pro výzkum nových prvků v Berkeley zmenšovaly, ale laboratoř GSI v německém Darmstadtu pod vedením Petera Armbrustera a se značnými zdroji byla schopna vyrobit a identifikovat prvky 107–109 (107-bohrium, 108-hassium a 109-meitnerium).
- Na počátku devadesátých let se skupiny z Berkeley a Darmstadtu společně pokusily vytvořit prvek 110. Experimenty v Berkeley byly neúspěšné, ale nakonec byly v laboratoři v Darmstadtu identifikovány prvky 110–112 (110-darmstadtium, 111-roentgenium a 112-kopernicium).
- Následná práce vedená Jurijem Oganessianem a rusko-americkým týmem vědců v laboratoři Spojeného ústavu jaderných výzkumů v Dubně byla úspěšná a podařilo se identifikovat prvky 113–118 (113-nihonium, 114-flerovium, 115-moscovium, 116-livermorium, 117-tennessin a 118-oganesson). Tak byly dokončeny objevy všech prvků sedmé periody periodické tabulky prvků.

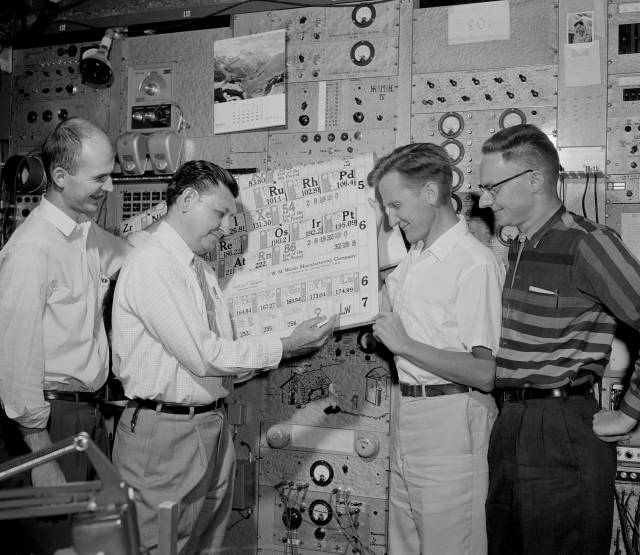
Albert Ghiorso drží periodickou tabulku s nově objeveným prvkem lawrenciem v roce 1961 (spoluobjevitelé Robert Latimer, Torbjorn Sikkeland a Almon Larsh)

Albertu Ghiorsovi je připisován spoluobjev následujících prvků:
- americium cca 1945 (prvek s atomovým číslem 95)
- curium v roce 1944 (prvek 96)
- berkelium v roce 1949 (prvek 97)
- californium v roce 1950 (prvek 98)
- einsteinium v roce 1952 (prvek 99)
- fermium v roce 1953 (prvek 100)
- mendelevium v roce 1955 (prvek 101)
- nobelium v letech 1958–59 (prvek 102)
- lawrencium v roce 1961 (prvek 103)
- rutherfordium v roce 1969 (prvek 104)
- dubnium v roce 1970 (prvek 105)
- seaborgium v roce 1974 (prvek 106)

### Technické vynálezy

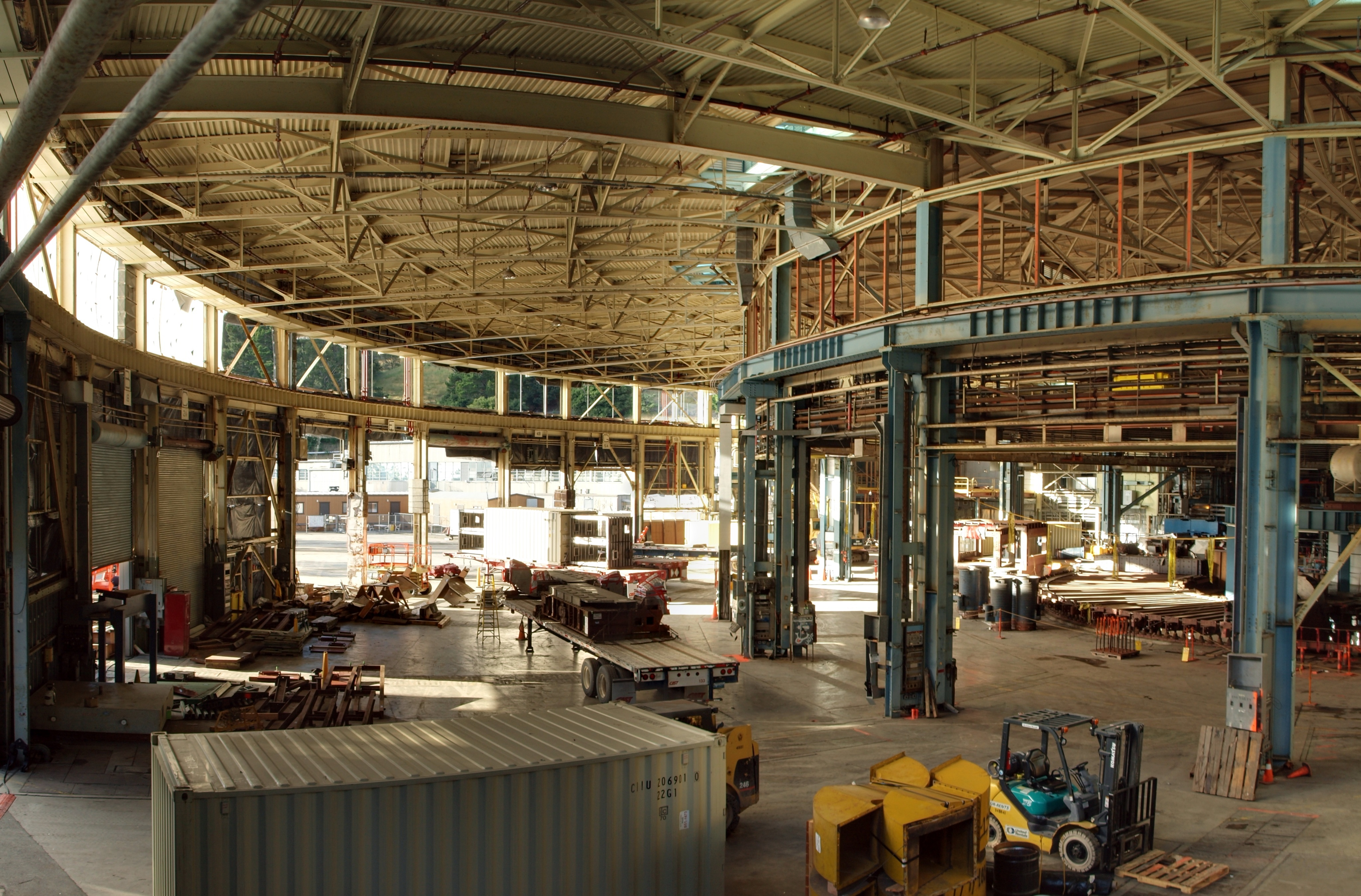
Bevatron - urychlovač pracoval v letech 1954 až 1993. Obrázek z jeho demolice.

- Bevatron - urychlovač pracoval v letech 1954 až 1993. Obrázek z jeho demolice.Ghiorso vynalezl řadu technik a přístrojů pro izolaci a identifikaci těžkých prvků atom po atomu. Obecně je mu připisováno zavedení vícekanálového analyzátoru a techniky zpětného rázu k izolaci reakčních produktů. Obojí bylo významným rozšířením dříve chápaných konceptů.
- Jeho koncept nového typu urychlovače Omnitron, který by pravděpodobně umožnil laboratoři v Berkeley objevit řadu dalších nových prvků, nebyl nikdy postaven z finančních důvodů.
- Ghiorso spolu s kolegy Bobem Mainem a dalšími koncipoval spojení přístrojů HILAC a Bevatronu s názvem Bevalac. Tento kombinovaný přístroj poskytoval těžké ionty o energiích GeV, čímž umožnil rozvoj dvou nových oblastí výzkumu - vysokoenergetické jaderné fyziky a terapie těžkými ionty. Oba tyto obory se rozšířily v mnoha laboratořích a klinikách po celém světě.

### Pozdější život
V pozdějších letech Ghiorso pokračoval ve výzkumu zaměřeném na hledání supertěžkých prvků pomocí fúzní energie a nových zdrojů elektronového paprsku. Podílel se i na objevu prvku technecia (prvek 43), který byl předpovězen již roku 1871 D. I. Mendělejevem s názvem eka-mangan. Jeho existenci potvrdili teprve roku 1937 Italové Carlo Perrier a Emilio G. Segré ve vzorku kovového molybdenu, který byl v cyklotronu vystaven bombardování jádry deuteria. Krátce se také zabýval výzkumem experimentu s volnými kvarky Williama Fairbanka ze Stanfordovy univerzity a urychlovače elektronového disku.